# Manic Depression
«Manic Depression» es una canción escrita por Jimi Hendrix y grabada por la banda the Jimi Hendrix Experience en 1967. El crítico musical William Ruhlmann describe la letra como "más una expresión de frustración romántica que una definición clínica de depresión."
 La canción fue incluida en el álbum debut de la banda, Are You Experienced y en los álbumes BBC Sessions y Winterland se pueden encontrar versiones en vivo de la misma.
La canción en su composición cuenta con la batería de Mitch Mitchell, con una clara influencia de jazz
Han grabado "Manic Depression" Jeff Beck con Seal, Besh o droM, Blood, Sweat & Tears, Bonerama, Carnivore, Clawfinger, Larry Coryell, Tanya Donelly, Katharina Franck, Jan Hammer, Ben Harper, David Ryan Harris, Eric Johnson, King's X, Yngwie J. Malmsteen, entre otros.